# 1848 en santé et médecine
| Années de la santé et de la médecine : 1845 - 1846 - 1847 - 1848 - 1849 - 1850 - 1851    |
| Décennies de la santé et de la médecine : 1810 - 1820 - 1830 - 1840 - 1850 - 1860 - 1870 |

## Événements
Europe
- Janvier-septembre : début d'une épidémie de variole à Montbrison, qui fait cinquante-quatre morts[1].
- 28 février : en France, le docteur Ange Guépin est nommé commissaire du gouvernement provisoire pour le département de Loire-Inférieure par Ledru-Rollin, ministre de l'Intérieur[2].
- 6 mars : les membres de la Société médico-psychologique organisent une discussion sur « l’influence des commotions politiques et sociales sur le développement des maladies mentales[3]. »
- 8 avril : Gaetano Donizetti meurt à 50 ans, atteint d'une paralysie générale et de troubles mentaux, à la suite d'une neurosyphilis[4].
- 24 mai :  inauguration, en France, du premier asile pour les enfants indésirés, handicapés, orphelins, pauvres, La Famille, que John Bost fait construire[5].
- Octobre : une épidémie de choléra débute à Dunkerque[6].
- Novembre : le choléra touche Londres et l’Écosse[7].
- 18 décembre : en France, un décret réorganise et généralise le système des conseils de salubrité locaux qui ont notamment pour mission l'installation et l'entretien des égouts et l'alimentation en eau potable[8].
- En Suisse, construction de l'hôpital de La Chaux-de-Fonds[9].
- En Suède, le terme « alcoolisme » est employé pour la première fois par le médecin Magnus Huss dans « une description clinique et nosographique de l'intoxication éthylique[10]. »
- En Grande-Bretagne, sous la pression d'Edwin Chadwick, le gouvernement libéral de John Russell vote le Public Health Act 1848 (en) qui vise à améliorer l'hygiène dans les villes d'Angleterre et du Pays de Galles en développant les réserves d'eau, le système d'égouts, le  drainage, le nettoiement, le dallage et la réglementation sanitaire[11].
- L'Anglais Alfred Garrod (en) découvre que l'accès d'acide urique dans le sang provoque la goutte[12].

Amérique
- 13 septembre : Phineas Gage, contremaître des chemins de fer américains, survit à un traumatisme crânien majeur malgré des dommages au lobe frontal gauche de son cerveau.
- 1er novembre : la première école de médecine pour femme, le Boston Female Medical College (en) ouvre ses portes aux Êtats-Unis[13].
- Aux États-Unis, le gouverneur Nelson Dewey (en) intègre une école de médecine dans l'université du Wisconsin nouvellement créée[14].
- Aux États-Unis, le Congrès vote le Drug Importation Act (en) qui impose à l'inspection des services américains des douanes d'arrêter l'entrée de médicaments frelatés[15].

## Publications
- 10 juillet : Rudolf Virchow fonde un hebdomadaire médical intitulé Die Medizinische Reform qui s’arrêtera en juin 1849[16].
- Virchow écrit un Rapport sur l'épidémie de typhus en Silésie supérieure qui préconise de répondre à de telles épidémies aussi bien par des mesures de santé publique que par des mesures sociales[17].
- Mathieu Orfila publie son Traité de médecine légale[18].

## Naissances
- 7 janvier : Arrigo Tamassia (it) (mort en 1917), médecin italien.
- 26 janvier : Pio Foà (mort en 1923), médecin et homme politique italien.
- 7 février : Adolf Weil (mort en 1916), médecin allemand.
- 15 mai : Carl Wernicke (mort en 1905), neurologue et psychiatre allemand.
- 19 mai : George Romanes (mort en 1894), fondateur de la psychologie comparée.
- 7 juin : Bernhard Bang (mort en 1932), vétérinaire danois.
- 22 juin : William MacEwen (mort en 1924), chirurgien écossais.
- 7 juillet : Fernando Altamirano (en) (mort en 1908), médecin, botaniste et naturaliste mexicain.
- 18 juillet : William Grace, dit W. G. Grace (mort en 1915), joueur de cricket anglais, surnommé « The Doctor » parce qu'il était médecin de profession.
- 14 août : Félix Ledouble (mort en 1913), anatomiste français.
- 28 août : Paul von Baumgarten (mort en 1928), pathologiste allemand.
- 18 septembre : Maximilian Nitze (en) (mort en 1906), urologue allemand.
- 28 novembre : Henry Lomb (mort en 1908), opticien américain et l'un des deux fondateurs de la société Bausch & Lomb, créée en 1853.

## Décès
- 2 janvier : Antoine Jourdan (né en 1788), chirurgien attaché à la garde impériale.
- 24 janvier : Horace Wells (né en 1815), dentiste américain.
- 23 mai : Louis Benoît Guersant (né en 1777), médecin et botaniste qui a donné son nom à la rue Guersant, dans le 17e arrondissement de Paris.
- 24 mai : Antoine Chéreau (né en 1776), pharmacien français[19].
- 28 juillet : Louis Berlioz (né en 1776), médecin français, père du compositeur Hector Berlioz et connu comme introducteur de l'acupuncture en France[20].
- 7 août : Jöns Berzelius (né en 1779), médecin et chimiste suédois.
- 19 octobre : Samuel Guthrie (en) (né en 1782), médecin américain.
- 23 décembre : James Prichard (né en 1786), médecin et ethnologue anglais.